# كأس أمم إفريقيا لكرة القدم للسيدات 2004
كأس أمم أفريقيا لكرة القدم للسيدات 2004 (بالإنجليزية: 2004 African Women's Championship)‏ هو موسم من كأس أمم أفريقيا لكرة القدم للسيدات. أقيم بتاريخ 2004، وفاز فيه منتخب نيجيريا لكرة القدم للسيدات.